# ヨダ
ヨダは、日本のゲームグラフィッカー、イラストレーター。女性。暗黒絵師ヨダとも。
2003年発売の『めぐり、ひとひら。』以降、アダルトゲームブランドキャラメルBOXでグラフィッカーを担当している。また、SDキャライラストも担当している。「ヨダ絵」と呼ばれるおまんじゅう形の顔でひじょうに小さい眼などの独特の作風で、シュールなギャグ絵を描く。「ヨダ絵」はゲームのインストーラ、公式ウェブサイトに掲載の3コマ漫画、パロディ版オープニングムービー、関連グッズなどで用いられている。また、『処女はお姉さまに恋してる』や『あえかなる世界の終わりに』などではゲーム中にもヨダ絵が使用された。他、ニトロプラスの『塵骸魔京』にもヨダ絵が使用されている。
2006年4月に発売された小説『塵骸魔京 〜ライダーズ・オブ・ダークネス〜』に巻末漫画を寄稿しており、そのプロフィール欄には「“元”キャラメルBOXグラフィッカー」と紹介されている。その頃までには姫屋ソフト（キャラメルBOX）を退社していたことが分かる。

## 参加作品

### ゲーム
- めぐり、ひとひら。（キャラメルBOX） 「ぬぐり、ひとひらり。」
- シャマナシャマナ 〜月とこころと太陽の魔法〜（キャラメルBOX） 「ツャマナツャマナ」
- 処女はお姉さまに恋してる（キャラメルBOX） 「おボクさま」「ツンデレラ」
- キャラメルBOX やるきばこ（キャラメルBOX）
- 塵骸魔京（ニトロプラス） 「人害魔凶」　ニトロプラスとのコラボレーション企画にキャラメルBOXスタッフとして参加
- あえかなる世界の終わりに（キャラメルBOX） 「かなり終わり」
- 機神飛翔デモンベインDX版（ニトロプラス） 特典ミニゲーム「都心復興デモンベイン」
- 終末少女幻想アリスマチック（キャラメルBOX） 応援イラスト、延期謝罪イラストのみの参加。
- きっと、澄みわたる朝色よりも、（propeller 2009年）
- 天使の羽根を踏まないでっ（MEPHISTO） 「むしろもっと踏んでっ」
- 機関幕末異聞 ラストキャバリエ（キャラメルBOX）予約・購入特典書き下ろしのみの参加。

### アニメ
- 乙女はお姉さまに恋してる - 監修。一部ギャグシーンで使われている他、エンディングがヨダ絵になっている。